# Naufraghi (film 1939)
Naufraghi è un film del 1939 diretto da Silvio Laurenti Rosa.